# PM CARES Fund
27 березня 2020 року, після початку поширення коронавірусної хвороби в Індії, було створено Фонд прем'єр-міністра для допомоги громадянам у надзвичайних ситуаціях, відоміший під короткою назвою PM CARES Fund. Незважаючи на те, що він названий на честь прем'єр-міністра Індії та використовує державний герб Індії, це приватний фонд, який використовується на розсуд прем'єр-міністра та довірених осіб фонду, і не є частиною рахунків уряду Індії. Фонд було створено з метою подолання наслідків пандемії коронавірусної хвороби в Індії в 2020 році. Хоча повна документація щодо створення фонду не була оприлюднена, уряд Індії заявив, що прем'єр-міністр Індії Нарендра Моді є головою фонду, а довіреними особами є міністр оборони Раджнатх Сінгх; міністр внутрішніх справ Аміт Шах, міністр фінансів Нірмала Сітхараман, і кілька керівників компаній і промисловців, у тому числі Ратан Навал Тата і Судха Мурті.
Загальна сума пожертвуваних коштів та імена жертводавців не розголошуються, а фонд проходить приватний аудит. Він не підлягає аудиту з боку генерального контролера та аудитора Індії, і уряд Індії відмовив у доступі до документації, що стосується фонду відповідно до індійського закону про прозорість, Закону про право на інформацію, стверджуючи, що це не державний фонд і, отже, не зобов'язаний розкривати ні доходи, ні витрати. Фонд збирав фінансування через державні пожертви від громадян Індії, а також іноземних компаній, таких як російська державна оборонна експортна компанія «Рособоронекспорт». Він також зібрав фінансування шляхом значних перерахувань сум, виділених на корпоративну соціальну відповідальність у державних корпораціях, закладах державного сектору, університетах і банках, а також відрахувань із зарплати державних службовців. Як наслідок, фонд зіткнувся з критикою через відсутність прозорості та підзвітності щодо його створення, функціонування та рахунків. Довго тривав серйозний судовий процес щодо цього.
Хоча загальна сума рахунків фонду не була оприлюднена і не може підпадати під дію законів про прозорість і розкриття інформації, часткові рахунки, оприлюднені фондом, а також заяви урядовців свідчать про те, що частина їх капіталу була витрачена на закупівлю вакцин проти COVID-19, а також для закупівлі апаратів штучної вентиляції легень внаслідок масштабної нестачі таких засобів, а також кисню під час епідемії COVID-19 в Індії. Хоча кошти були обіцяні на розробку вакцини в 2020 році, вони не були виділені в 2022 році, і дві третини коштів залишилися невитраченими. Крім того, апарати штучної вентиляції легень, закуплені фондом, були розкритиковані через проблеми з якістю: кілька лікарень повернули їх, оскільки вони не були придатні для використання хворими, а урядові комісії помітили проблеми з якістю. Крім того, було висловлено занепокоєння щодо обробки тендерів, оскільки було виявлено, що кілька виробників до цього не мали досвіду виробництва апаратів штучної вентиляції легень.

## Правова база

### Заснування та правовий статус

#### Заснування
Документація щодо створення фонду «PM CARES» не була оприлюднена до грудня 2020 року, хоча фонд було створено в березні того ж року. Офіційні особи назвали фонд «публічним благодійним фондом» і заявили, що договір про його заснування було зареєстровано 27 березня 2020 року. У червні 2020 року канцелярія прем'єр-міністра заявила у відповідь на заяву про розкриття установчих документів фонду, що фонд не є «державним органом», що стосується законів про прозорість, таких як Закон про право на інформацію 2005 року, і відмовився надати документацію. У грудні 2020 року на його веб-сайті було розміщено договір довірчої власності щодо фонду, у якому містилося положення про те, що фонд, хоч і використовує державний герб та використовує державну інфраструктуру, є приватною організацією. Існує неоднозначність щодо того, чи є PM CARES Fund державним органом, на який поширюються закони про прозорість і обов'язкові аудити, чи приватним органом, який повністю звільнений від контролю з боку представницьких органів.
Повний список довірених осіб фонду не є публічно доступним, хоча урядовці заявили, що фонд очолює прем'р-міністр Індії Нарендра Моді, а також має додаткових членів за посадою, включаючи міністра оборони, міністра внутрішніх справ і міністра фінансів.У квітні 2020 року урядовці заявили, що фонд «може мати» 3 експертів, призначених прем'єр-міністром для консультування щодо витрачання ресурсів фонду. Чиновники також припустили, що трастова угода дозволить створити консультативну групу з 10 членів для надання подібних порад.
У серпні 2020 року петиція, подана відповідно до Закону про право на інформацію 2005 року до секретаріату уряду, виявила, що створення «PM CARES Fund» не обговорювалося урядом до його створення. На звернення щодо надання додаткової інформації щодо створення фонду, подані до мінюсту, відповідь не надійшла.

#### Правовий статус
«PM CARES Fund» зареєстрований як громадська благодійна організація. Трастовий договір фонду було зареєстровано відповідно до Закону про реєстрацію № 1908 року в Нью-Делі 27 березня 2020 року. Документація, оприлюднена урядом Індії в грудні 2020 року після тривалої кампанії щодо прозорості щодо Фонду, показує, що трастовий договір заснування фонду описує його як приватний траст, зазначаючи, що «траст не призначений для того, щоб належати чи фактично перебувати у власності, під контролем чи в значній мірі фінансуватися будь-яким урядом чи будь-яким інструментом уряду». Ця позиція була заперечена урядом Індії через кілька тижнів, який визнав у офіційній відповіді на петицію RTI, що Фонд «володів, контролювався та створений урядом Індії». Уряд Індії неодноразово відмовляв у наданні інформації щодо фонду відповідно до індійського закону про прозорість, Закону про право на інформацію 2005 року, який поширюється на всі державні органи, на тій підставі, що Фонд не є державним органом. У грудні 2020 року після кількох тверджень уряду Індії про те, що «PM CARES Fund» є приватною організацією, а не державним фондом, було подано заявку, щоб поставити під сумнів використання національної емблеми Індії в документації Фонду. Оскільки використання національної емблеми приватними особами є незаконним, заява вимагала притягнення до відповідальності відповідно до Закону про державну емблему Індії (заборона неналежного використання) 2005 року за використання національної емблеми в документації фонду. У відповідь уряд Індії заявив, що він є державним органом, який контролюється урядом Індії, але на нього все ще не поширюються закони про прозорість.

### Правові винятки

#### Іноземні пожертви та звільнення від оподаткування іноземних внесків без аудиту
Початкові повідомлення про прийняття пожертвувань до PM CARES Fund містили деталі, що дозволяли внутрішні та міжнародні перекази коштів, а послам Індії було наказано мобілізувати пожертвування з іноземних країн. Уряд Індії оголосив, що він відкладає 15-річну політику скорочення іноземної допомоги у випадках катастроф і стихійних лих.
Іноземні внески та пожертвування регулюються Законом про регулювання іноземних внесків за 2010 рік (FCRA), який вимагає реєстрації та регулярного документування отриманих коштів; однак фонд був звільнений від усіх положень цього закону. Згідно з наказом міністерства внутрішніх справ від 2011 року та наступним наказом від січня 2020 року, організації, яким надано звільнення від положень закону про регулювання іноземних внесків, повинні пройти обов'язковий аудит Контролера та Генерального аудитора Індії (CAG). Однак PM CARES Fund не перевіряється генеральним аудитором, а перевіряється приватною стороною, призначеною безпосередньо урядом. Індії.

#### Звільнення від податків
У квітні 2020 року уряд Індії видав постанову про звільнення від оподаткування пожертвувань, зроблених до фонду до 30 червня, що дозволяє їм претендувати на податкову знижку відповідно до розділу 80G Закону про податок на прибуток 1961 року.

#### Ретроспективні поправки щодо звільнення від корпоративної соціальної відповідальності
Спочатку PM CARES Fund було оголошено як державний орган, після його заснування, а наступного дня після його заснування міністерство корпоративних справ оголосило, що пожертви до фонду будуть вважатися внесками на корпоративну соціальну відповідальність (КСВ), що дозволить компаніям вимагати звільнення від сплати податку на пожертвування до фонду. У березні 2020 року міністерство корпоративних справ оголосило, що пожертви будуть зараховані як частина статутних зобов'язань компаній щодо корпоративної соціальної відповідальності (КСВ), а додаткова КСВ компенсуватиметься в наступні роки. Оскільки Закон про компанії 2013 року дозволяв звільнення від КСВ лише для фондів, створених урядом для соціально-економічного розвитку та надання допомоги, міністерство корпоративних справ у березні 2020 року видало циркуляр, дозволяючи звільнення від КСВ PM CARES Fund, зазначивши, що це був громадський фонд, заснований центральним урядом. Оскільки Закон про компанії 2013 року дозволяв звільнення від КСВ лише для фондів, створених урядом для соціально-економічного розвитку та надання допомоги, міністерство корпоративних справ у березні 2020 року видало циркуляр, дозволяючи звільнення від КСВ «PM CARES Fund», зазначивши, що він є громадським фондом, заснованим центральним урядом. Попередні вказівки щодо пожертвувань подібним фондам, таким як Національний фонд допомоги прем'єр-міністру, забороняли звільнення від КСВ, і урядова комісія описала їх як надання одних і тих самих податкових пільг двічі, що становило «регресивний стимул».
Однак офіс прем'єр-міністра та інші державні органи згодом відмовилися надати інформацію щодо «PM CARES Fund» на тій підставі, що він не є державним органом. Подальше розкриття довірчого договору фонду показало, що фФонд не є державним органом, і тому пожертвування фонду не підпадають під виключення з КСВ. Щоб виправити незаконність початкового виключення, міністерство корпоративних справ внесло зміни до відповідного розкладу до Закону про компанії 2013 року, щоб дозволити пожертвування КСВ у фонди, які не були створені урядом Індії. Поправку було внесено із зворотною силою, щоб охопити будь-які пожертви, зроблені до поправки. Інформація, отримана виданням «Huffington Post» відповідно до Закону про право на інформацію, виявила, що винятки були зроблені на прохання Бхаскара Кулбе, радника прем'єр-міністра Нарендри Моді.
Пожертви, зроблені на ініціативи уряду штату та інші національні фонди допомоги, наприклад Фонд національної допомоги прем'єр-міністра або фонди головного міністра штату, не підлягають звільненню від КСВ.

#### Існуючі фонди допомоги
Створення «PM CARES Fund» було розкритиковано на тій підставі, що вже існує Національний фонд допомоги прем'єр-міністра (PMNRF), який був заснований у 1948 році для надання допомоги тим, хто страждає під час стихійних лих, лих і заворушень. Окрім політичної опозиції, головні міністри кількох штатів поставили під сумнів перевагу «PM CARES Fund» над окремими фондами допомоги в кожному штаті. Національний фонд допомоги прем'єр-міністра безпосередньо керується офісом прем'єр-міністра, і пожертви, зроблені йому, звільняються від оподаткування відповідно до Закону про податок на прибуток 1960 року. Він використовується з 1948 року для надання допомоги в кількох випадках. Подібно до «PM CARES Fund», пожертви до фонду прем'єр-міністра не є прозорими, а імена донорів або суми донорів не розголошуються публічно та не підлягають аудиту. Активісти, які працюють над прозорістю та підзвітністю у фонді прем'єр-міністра, припустили, що замість того, щоб створювати окремий подібний фонд, уряд Індії міг би реструктуризувати сам фонд прем'єр-міністра, передавши його під парламентський контроль і розкривши деталі фінансування та витрат.
Існує також інший Національний фонд реагування на стихійні лиха (NDRF), створений відповідно до Закону про боротьбу зі стихійними лихами 2005 року. Під час оскарження у Верховному суді уряд Індії відзначив «PM CARES Fund» на тій підставі, що фонд реагування на стихійні лиха не приймає приватних пожертвувань і фінансується державою.
Газетні повідомлення свідчать про те, що офіційні особи намагалися відрізнити «PM CARES Fund» від фонду прем'єр-міністра, вказуючи на те, що «PM CARES Fund» має визначену мету у своїй довірчій угоді, на відміну від загальних цілей допомоги фонду прем'єр-міністра, і що довірча угода «PM CARES Fund» дозволяє прем'єр-міністру призначати експертів радниками при розподілі коштів. Коментатори також припустили, що зменшений нагляд за витратами в «PM CARES Fund» дозволяє швидше розподіляти гроші, особливо тому, що процедури авторизації, які застосовуються до державних витрат, не потрібні. Однак конкретні деталі щодо відмінностей між «PM CARES Fund» і фондом прем'єр-міністра не зрозумілі, оскільки трастова угода та інші керівні документи для «PM CARES Fund» не були оприлюднені. Експерти з права також стверджують, що спеціальний фонд для вирішення проблем, пов'язаних з пандемією COVID-19, був би ефективнішим, ніж фонд прем'єр-міністра, який займається різними видами катастроф і криз. Однак у заяві прем'єр-міністра Нарендри Моді про створення «PM CARES Fund» зазначено, що його використання не обмежується пандемією COVID-19, зазначивши, що фонд також обслуговуватиме майбутні «тривожні ситуації», окрім пандемії COVID-19. На момент створення «PM CARES Fund» у фонді прем'єр-міністра вже був невитрачений фонд у розмірі 38 мільярдів рупій.

## Доходи та витрати

### Баланс
Загальна сума пожертвувань «PM CARES Fund» не розголошується. У вересні 2020 року на веб-сайт фонду було завантажено заяву, у якій зазначено, що загальна сума пожертвувань фонду з 27 березня 2020 року, коли фонд було створено, до 31 березня 2020 року становила 30,76 мільярда рупій. Імена та особи донорів у заяві не розголошуються. У заяві вказано надходження (у крор рупій):
| Рік     | Квитанції | Баланс  | Посилання |
| ------- | --------- | ------- | --------- |
| 2019-20 | 3076.62   | 3076.62 | 2019-20   |
| 2020-21 | 10990.17  | 7013.99 | 2020-21   |

19 травня 2020 року газета «Times of India» повідомила, що протягом перших двох місяців після заснування фонд отримав приблизно 1,4 мільярда доларів США (10600 крор рупій), але зазначила, що дані про загальну суму отриманих пожертвувань не розголошуються урядом Індії та потенційно може перевищити цю суму. Ґрунтуючись на загальнодоступних новинах про пожертви, оголошені різними корпораціями та окремими особами, «Times of India» припустила, що 53 % цієї суми припадає на корпорації та працівників приватного сектору, а 42 % — на підприємства державного сектора та їхніх працівників в Індії, а решта 5 % — від фізичних осіб.
Фонд дає можливість мікропожертвувань. Мінімальна пожертва, прийнята для Фонду, становить 10 рупій (у 2023 році еквівалент 12 рупій або 15 центів США).

### Добровільні пожертви
Багато знаменитостей, зокрема спортсмени, актори та корпорації, пообіцяли підтримати PM CARES Fund. Декілька державних підприємств пообіцяли підтримку фонду. Крім того, низка урядовців пообіцяли надати підтримку, пожертвувавши частину своєї зарплати, хоча були висловлені занепокоєння щодо циркулярів, які зобов'язують або вимагають таких пожертвувань від урядовців.
Корпорації приватного сектора, які пообіцяли надати підтримку, включають «Larsen & Toubro», «Infosys Foundation», Adani Foundation", «Reliance Industries», «Hero Group», «TATA Trust», «Paytm» та Фонд Азіма Премджі. Серед приватних осіб, які пообіцяли підтримувати «PM CARES Fund», є актори Акшай Кумар, Діпіка Падуконе, Ранвір Сингх та Шахрух Хан, та продюсер Каран Джохар.

### Іноземні пожертви
Уряд Індії оголосив, що він відкладає 15-річну політику скорочення іноземної допомоги у випадках стихійних лих і лих, щоб прийняти іноземні пожертви до «PM CARES Fund». Відтоді Фонд отримав обіцянки підтримки від ряду іноземних юридичних та фізичних осіб, включаючи російську державну оборонну експортну компанію «Рособоронекспорт». У січні 2021 року була подана заявка від засобів масової інформації з проханням отримати інформацію про те, чи отримував фонд пожертви від Пакистану та Китаю, після того, як посольства Індії в цих країнах запросили пожертви до фонду в своїх соціальних мережах. У відповіді посольства в Пакистані та Китаї визнали, що просили пожертвувань, але підтвердили, що вони особисто не вимагали пожертвувань і не отримували таких пожертвувань від цих країн.

### Переказ коштів від підприємств державного сектору, банків та навчальних закладів
У серпні 2020 року петиції, подані «The Indian Express» до 32 підприємств державного сектору в Індії відповідно до Закону про право на інформацію 2005 року, показали, що загалом 21050 мільйонів рупій було перераховано до «PM CARES Fund», головним чином із їхньої корпоративної соціальної відповідальності за бюджетним призначенням на 2019-20 та 2020-21 роки. Петицію про надання такої ж інформації, яка була подана до канцелярії прем'єр-міністра, було відхилено, оскільки уряд Індії заявив, що фонд не є державним органом і не повинен звітувати про кошти відповідно до Закону про право на інформацію. У грудні 2020 року «Indian Express» повідомила, що загалом 101 заклад державного сектору перерахував 2400 крор рупій (еквівалент 28 мільярдів рупій або 350 мільйонів доларів США у 2023 році) зі своїх фондів корпоративної соціальної відповідальності, а загалом 155 крор рупій (еквівалент 182 крорам рупій або 23 мільйонам доларів США у 2023 році) із заробітної плати персоналу до «PM CARES Fund».
Заявки мас-медіа, подані безпосередньо до підприємств державного сектору, також продемонстрували, що перерахування коштів до «PM CARES Fund» було взято із заробітної плати персоналу. Кілька банків державного сектору, у тому числі Стейт банк оф Індія, Union Bank of India, Центральний банк Індії, Банк Махараштри та Банк розвитку малих промислових підприємств Індії, а також підприємства державного сектору та регулятори, такі як «Life Insurance Corporation of India» і Управління з регулювання та розвитку страхування разом внесли 2047,5 мільйонів рупій до «PM CARES Fund». У той час як деякі з підприємств державного сектору отримували ці перекази зі своїх асигнувань корпоративної соціальної відповідальності, «Indian Express» заявив, що їхні петиції щодо права на інформацію виявили, що в одному випадку асигнування до корпоративної соціальної відповідальності було перевищено, а в інших — сума асигнувань не була остаточно вирішена, коли було здійснено передачу. Заявки на цю інформацію були подані безпосередньо до «PM CARES Fund».
Заявки на інформацію для мас-медіа, подані до фінансованих державою навчальних закладів, також вказують на те, що загальна сума в 218,1 мільйона рупій була перерахована до «PM CARES Fund» із зарплат персоналу та пенсійних рахунків. Такі інституції, як Національна рада освітніх досліджень і підготовки, Індуїстський університет Бенарасу, Мусульманський університет Алігарха та Центральний санскритський університет, а також 20 індійських технологічних інститутів переказували кошти з рахунків зарплати персоналу (включно з викладацьким і невикладацьким персоналом), а також із пенсійних фондів, наукових фондів та студентських фондів.

### Переказ коштів від індійської армії
У березні 2020 року міністерство оборони Індії оприлюднило заяву, у якій вказувалося, що воно заохочуватиме військовослужбовців пожертвувати одноденну зарплату до «PM CARES Fund», і що метою міністерства було зібрати приблизно 500 крор рупій (еквівалент 588 крор рупій або 74 мільйони доларів США у 2023 році) від таких пожертв.
У 2020 році Indian Express подав петиції щодо права на інформацію до всіх трьох гілок індійської армії — армії, військово-повітряних сил і військово-морського флоту, вимагаючи подробиць переказів, здійснених до «PM CARES Fund». Військово-морські сили Індії повідомили, що з квітня по жовтень 2020 року вони перерахували 12,41 крор рупій (еквівалент 15 крор рупій або 1,8 мільйона доларів США у 2023 році) до «PM CARES Fund» «щодо офіцерів і матросів», а також суму 4,36 крор рупій (еквівалент 5,1 крор рупій або 640 тисяч доларів США у 2023 році) «щодо цивільного персоналу». Військово-морські сили відмовилися розкривати деталі внесків, зроблених у «PM CARES Fund» за будь-якими іншими рахунками. Військово-повітряні сили Індії вказали, що загалом 29,18 крор рупій (еквівалент 34 крор рупій або 4,3 мільйона доларів США у 2023 році) було перераховано до «PM CARES Fund» «персоналу військово-повітряних сил». Індійська армія не відповіла на петицію, але раніше в соціальній мережі твіттер у травні 2020 року повідомила, що «персонал Індійської армії добровільно вніс 157 крор рупій (еквівалент 185 крор рупій або 23 млн доларів США у 2023 році) як одноденну зарплату за квітень 2020 року на боротьбу країни з пандемією COVID-19 до PM CARES Fund». Загалом військові перерахували 203,67 крор рупій (еквівалент 240 крор рупій або 30 мільйонів доларів США у 2023 році) до «PM CARES Fund».

### Стандартні та обов'язкові пожертви
3 квітня 2020 року асоціації лікарів Всеіндійського інституту медичних наук у Нью-Делі заперечили проти циркуляру адміністрації лікарні, у якому вказувалося, що з їхніх рахунків буде вирахована денна зарплата, і передана до «PM CARES Fund». Зрештою адміністрація інституту відкликала свій циркуляр, і прийняла пропозицію про те, щоб лікарі могли взяти участь у схемі пожертвувань до фонду або могли зробити пожертвування будь-якій благодійній організації на свій вибір на суто добровільній основі. Подібні пропозиції щодо обов'язкових або виключених пожертвувань згодом були відкликані з трьох інших лікарень у Делі після протестів асоціацій лікарів: лікарні Сафдарджунг, Інституту медичних наук Атала Біхарі Ваджпаї (ABVIMS) — лікарні Рам Манохар Лохія (RML) та медичного коледжу і лікарні Леді Гардінг.
17 квітня 2020 року Верховний суд Джхаркханда зобов'язав 6 позивачів внести по 35 тисяч рупій кожному до «PM CARES Fund» та встановити мобільний додаток «Aarogya Setu» для нагляду та відстеження COVID-19 від уряду Індії як умови для звільнення його під заставу у кримінальній справі.
19 квітня 2020 року канцелярія Верховного суду Індії опублікувала повідомлення, в якому інформувала своїх співробітників про те, що всі посадові особи пожертвуватимуть до фонду триденну зарплату, а службовці, які не опубліковані в офіційних газетах, і працівники групи C жертвуватимуть дві та одноденну зарплату відповідно. Циркуляр давав працівникам один день, щоб відмовитися від пожертвувань, зазначивши, що відмова вважатиметься згодою на пожертвування.
19 квітня 2020 року департамент доходів міністерства фінансів випустив циркуляр, у якому вказано, що одноденна зарплата на місяць від кожного працівника з квітня 2020 року по березень 2021 року буде перенаправлена до фонду, якщо працівники, які «не бажають жертвувати», не вкажуть свою небажання письмово до своїх підрозділів. Цей крок був розкритикований державними службовцями, які зазначили, що це становить 12 % від місячної зарплати державних службовців, багато з яких не можуть дозволити собі вивільнити кошти. Колишній генеральний контролер оборонних рахунків заявив, що система відмови залишала працівників уразливими до наслідків на роботі, якщо вони не робили пожертвування. Інші державні службовці заперечували на тій підставі, що це обмежувало їхню можливість робити пожертвування іншим фондам допомоги, таким як фонди допомоги головного міністра штату. Після публічної критики 30 квітня 2020 року департамент доходів вніс поправки до цього циркуляру, зробивши пожертвування дозволом замість відмови, і попросивши працівників написати, якщо вони бажають пожертвувати денну зарплату щомісяця до «PM CARES Fund».
20 квітня 2020 року адміністрація Делійського університету була розкритикована після того, як кошти, зібрані для пожертвування спеціально для Національного фонду допомоги постраждалим від катастроф, були перенаправлені до «PM CARES Fund», не повідомляючи про це донорам. Представники Делійського університету заявили, що кошти були перенаправлені за наказом міністерства розвитку людських ресурсів уряду Індії. Асоціація викладачів Делійського університету написала листа-заперечення адміністрації Делійського університету, зазначивши, що університет традиційно підтримував фонд допомоги постраждалим від катастроф або фонд допомоги головного міністра або через місцеві асоціації персоналу, або через фонд допомоги віце-канцлера, і що перенаправлення коштів без розголошення означало зраду довіри.

## Витрати та асигнування
Прем'єр-міністр сказав, що офіс прем'єр-міністр отримав багато запитів про допомогу у боротьбі проти COVID-19, і що «PM CARES Fund» буде використовуватися для боротьби зі стихійними лихами та для досліджень. 10 травня 2020 року урядовці заявили, що витрати та асигнування з фонду почнуться, коли буде зібрано «поважну суму». Фонд не оприлюднив свої інструкції щодо витрат або закупівель.
Перші асигнування з фонду було оголошено 13 травня 2020 року, із загальною сумою 3100 крор рупій, призначених для витрат. З цієї суми уряд Індії заявив, що кошти від «PM CARES Fund» будуть використані для придбання 50 тисяч апаратів штучної вентиляції легень, вироблених в Індії, які потім будуть розподілені для державних лікарень у штатах і союзних територіях. Додаткова сума в розмірі 1000 крор рупій буде виділена штатам і союзним територіям для вирішення проблем, з якими стикаються трудові мігранти, включаючи забезпечення проживання, харчування, лікування та транспортування. 100 крор рупій буде виділено на розробку вакцини проти COVID-19, яка буде витрачена під наглядом головного наукового радника уряду. Секретар департаменту біотехнології підтвердив, що кошти, витрачені на розробку вакцини, будуть виділені лише на місцеві дослідницькі проекти.
21 червня 2020 року президент компанії «BJP» Дж. П. Надда заявив, що 60 тисяч апаратів штучної вентиляції легень будуть закуплені за рахунок фінансування фонду до кінця місяця.

### Придбання апаратів штучної вентиляції легень і проблеми з якістю
24 червня 2020 року уряд Індії оприлюднив заяву, у якій зазначено, що 6 % апаратів штучної вентиляції легень, замовлених фондом, тобто 2923 з 50 тисяч, було виготовлено та розподілено по штатах і союзних територіях, де спостерігається велика кількість випадків хвороби, зокрема Махараштра (275), Делі (275), Гуджарат (175), Біхар (100), Карнатака (90) і Раджастхан (75). Два призначені урядом комітети з клінічної оцінки 16 травня 2020 року та 1 червня 2020 року висловили занепокоєння щодо закупівель апаратів штучної вентиляції легень, що не відповідають стандартам, які фінансуються «PM CARES Fund». Ці апарати були придбані в індійських медичних стартапах, і медичні комітети позначили їх як недостатні для задоволення потреб хворих COVID-19, з рекомендацією використовувати їх лише за наявності резервного апарату штучної вентиляції легенів у зв'язку з випадками їх відмов. Один із постачальників цих апаратів штучної вентиляції легень заявив, що не існує вказівок чи стандартів, яких вони повинні дотримуватися, щоб мати право на державні закупівлі.
У серпні 2020 року міністерство охорони здоров'я та добробуту сім'ї у відповідь на петиції, подані відповідно до Закону про право на інформацію 2005 року, повідомило, що дві моделі апаратів штучної вентиляції легень місцевого виробництва не пройшли випробування. Апарати ШВЛ були виготовлені «Jyoti CNC Automation» і «Andhra Pradesh MedTech Zone», і були профінансовані за рахунок асигнувань у розмірі 225 мільйонів рупій від «PM CARES Fund», і не пройшли випробування технічним комітетом, призначеним міністерством. У вересні 2020 року індійський виробник «Trivitron Healthcare» підтвердив «Huffington Post», що отримав замовлення на виготовлення 10 тисяч апаратів штучної вентиляції легень, які були оплачені через «PM CARES Fund», незважаючи на відсутність попереднього досвіду у виробництві апаратів штучної вентиляції легень. Представник «Trivitron» заявив, що після отримання замовлення вони почали проєктувати та виготовляти апарат штучної вентиляції легень, включаючи базові прототипи.
У липні 2020 року лікарня Локнаяк у Делі висловила занепокоєння щодо апаратів штучної вентиляції легень, придбаних через «PM CARES Fund» і наданих урядом Індії, зазначивши, що апарати штучної вентиляції легень не можуть забезпечити достатню кількість кисню та можуть використовуватися лише у 10-15 % хворих. Лікарі Інституту післядипломної медичної освіти та досліджень, медичної та дослідницької установи в Чандігарху, отримали 10 апаратів штучної вентиляції легень, наданих «PM CARES Fund», але відмовилися їх використовувати, оскільки вони виявилися несправними. Одна з лікарень в Ахмадабаді в травні 2020 рок також написала центральному урядуу, вказавши, що апарати штучної вентиляції легень, придбані за кошти «PM CARES Fund», не функціонують належним чином. Штат Карнатака заявив, що прийме 640 апаратів штучної вентиляції легень, отриманих від «PM CARES Fund», але лише після того, як їх перевірять на відповідність специфікаціям. У жовтні 2020 року уряд штату Карнатака отримав 2025 апаратів штучної вентиляції легень, отриманих за підтримки «PM CARES Fund», але уточнив, що вони були непотрібними, оскільки у державних лікарнях не було потреби в додаткових апаратах штучної вентиляції легень. У жовтні 2020 року уряд штату Карнатака отримав 2025 апаратів штучної вентиляції легень, отриманих за підтримки «PM CARES Fund», але уточнив, що вони були непотрібними, оскільки не потребували додаткових апаратів штучної вентиляції легень у державних лікарнях. Відповідно уряд штату Карнатака запустив схему позики цих надлишкових апаратів приватним постачальникам медичних послуг, які їх потребували, але не вдалося, оскільки ці апарати штучної вентиляції легень не відповідали оновленим протоколам лікування для подачі кисню.
У квітні 2021 року уряд штату Раджастхан надіслав офіційне повідомлення центральному уряду щодо несправних апаратів штучної вентиляції легень, які були виділені за рахунок фінансування «PM CARES Fund». Лист був надісланий після того, як кілька медичних закладів у Раджастані повідомили, що отримані апарати штучної вентиляції легень були несправними. 10 квітня 2021 року муніципальна корпорація «Pimpri-Chichwad» в Махараштрі повідомила, що 17 із 72 апаратів штучної вентиляції легень, поставлених за допомогою фонду, вийшли з ладу, їх не ремонтували і вони лежали без використання.
16 липня 2020 року лідер Бхаратія джаната парті Прабхакар Шінде звернувся до муніципального комісара Мумбаї з проханням вжити судових заходів проти чиновників, які не використовували апарати штучної вентиляції легень, надані через закупівлі «PM CARES Fund».

### Запаси кисню для хворих на COVID-19
У жовтні 2020 року уряд Індії оголосив онлайн-тендер на будівництво 150 установок для отримання медичного кисню в районних лікарнях в Індії, пізніше додавши ще 12 установок на загальну кількість 162. Кошти на ці установки були виділені через «PM CARES Fund». Відповідальність за будівництво цих заводів було покладено на Центральне товариство медичних послуг, автономну установу під керівництвом центрального міністерства охорони здоров'я, а не на уряди штатів, як повідомляли низка політичних активістів. Розслідування, проведене новинним веб-сайтом «Scroll» у квітні 2021 року, показало, що зі 162 заводів, на які потрапили замовлення, оглядачі змогли підтвердити наявність лише 11 заводів, з яких 5 працювали. 18 квітня 2021 року міністерство охорони здоров'я заявило, що було встановлено 33 апарати, але не вказало, скільки з них працює. 22 квітня 2021 року центральний уряд визнав під час провадження у Високому суді Делі, що він раніше санкціонував установку 8 із цих кисневих установок для національної столичної території Делі, але на сьогоднішній день центральний уряд надав лише одну установку. Співсекретар з охорони здоров'я Віпун Наяк заявив суду, що зниження кількості випадків COVID-19 протягом січня та лютого 2021 року призвело до уповільнення будівництва, яким керує центральний уряд.
26 квітня 2021 року офіс прем'єр-міністра повідомив, що фонд виділив кошти на будівництво загалом 551 кисневої установки в державних лікарнях, а також виділено кошти на придбання 100 тисяч портативних кисневих концентраторів у відповідь на масову нестачу кисню після зростання кількості випадків COVID-19.

## Підзвітність і прозорість

### Нерозголошення інформації
5 червня 2020 року офіс прем'єр-міністра заявив, що «PM CARES Fund» не кваліфікується як державний орган по відношенню до Закону про право на інформацію 2005 року, і, відповідно, відмовився оприлюднити копію трастового договору, який заснував фонд, будь-які урядові циркуляри або документи, пов'язані з фондом, а також сертифікати про звільнення від оподаткування, надані йому відповідно до Закону про податок на прибуток 1961 року. Це розпорядження було оскаржено через апеляцію, і Апеляційний орган відповідно до Закону про право на інформацію 2005 року в офісі прем'єр-міністра знову відмовився розголошувати інформацію. Оскарження цих наказів тривалий час розглядалося у Високому суді Делі. 17 серпня 2020 року другий запит на інформацію про фонд відповідно до Закону про право на інформацію 2005 року було відхилено. У жовтні 2020 року заява відповідно до Закону про право на інформацію, подана до Національного центру інформатики, вказала, що «PM CARES Fund» було виділено державне доменне ім'я, яке можна надавати лише державним установам; однак вони відмовилися розкривати подальшу інформацію про фонд, заявивши, що вона у них відсутня. У січні 2021 року група зі 100 індійських державних службовців, які вийшли на пенсію, включаючи А. С. Дулата (колишнього керівника відділу досліджень і аналізу), К. Суджата Рао (колишнього міністра охорони здоров'я і сім'ї) і С. К. Бехара, написали прем'єр-міністру Моді, висловлюючи занепокоєння щодо відмови розкривати інформацію про фонд відповідно до Закону про право на інформацію 2005 року.
У серпні 2020 року петиції, подані відповідно до Закону про право на інформацію 2005 року до міністерства праці щодо виділення коштів для трудових мігрантів, було відхилено, і міністерство заявило, що фонд не є державним органом і, відповідно, не зобов'язаний реагувати на клопотання. На аналогічну петицію, подану до головного комісара з питань праці, надійшла відповідь, у якій зазначено, що на трудових мігрантів ще не виділено коштів.

### Звільнення від перевірок
У квітні 2020 року офіс прем'єр-міністра заявив, що «PM CARES Fund» не буде перевірятися контролером і генеральним аудитором Індії, оскільки фонд наповнюється приватними пожертвуваннями, а не державними коштами. Офіційні особи, які співпрацюють з контролером і генеральним аудитором Індії, заявили, що їм не дозволено перевіряти фонд, оскільки він «заснований на пожертвуваннях окремих осіб і організацій». Національний фонд допомоги прем'єр-міністра, хоча офіційно не перевірявся контролером і генеральним аудитором, проходив перевірки, які ставили під сумнів його витрати, як, наприклад, у випадку повені в Уттаракханді 2013 року.

### Приватні перевірки та видача квитанцій
У відповідь на критику щодо відсутності аудитів, підзвітності та прозорості уряд Індії 30 липня 2020 року заявив, що «незалежні аудитори, які призначатимуться опікунами», будуть перевіряти фонд, і що такі аудитори призначатимуться опікунами фонду. Уряд Індії також погодився почати видавати квитанції про пожертви.
У червні 2020 року повідомлялося, що приватну фірму сертифікованих бухгалтерів «SARC and Associates» було призначено аудиторами «PM CARES Fund» на 3 роки. Раніше «SARC and Associates» проводили аудит фонду прем'єр-міністра у 2019 році, замінивши іншу приватну фірму як аудитора. Керівник «SARC and Associates» Суніл Кумар Гупта у минулому був радником кількох державних організацій. Процес відбору та призначення приватного аудитора не був оприлюднений. Раніше Гупта написав книгу про урядову ініціативу «Make in India», і з'являвся на каналах новин «Zee News» і державному телеканалі «Doordarshan TV» для просування урядових програм.

### Іноземні пожертви
«PM CARES Fund» звільнений від перевірки та моніторингу всіх іноземних пожертвувань, оскільки положення Закону про іноземні внески (регулювання) були визнані такими, що не відносяться щодо фонду. У квітні 2020 року міністерство внутрішніх справ Індії відмовилося коментувати обіцянку фінансової підтримки «PM CARES Fund» від російської державної оборонної компанії «Рособоронекспорт» у відповідь на занепокоєння щодо відмови Індії від попередньої політики прийняття іноземних пожертв лише від недержавних організацій, індійців, які постійно проживають за кордоном, осіб індійського походження та міжнародних організацій. У червні 2020 року лідери опозиції розкритикували уряд Індії за прийняття пожертвувань до фонду від компаній, що належать Китаю, у світлі китайсько-індійських сутичок у 2020 році, та заборони уряду Індії на китайську продукцію, зокрема мобільні додатки. Головний міністр Пенджабу Амаріндер Сінгх заявив, що китайські пожертви, прийняті до «PM CARES Fund», мають бути повернуті.

### Шахрайські облікові записи
Відразу після створення фонду в мережі було виявлено кілька його фейкових акаунтів. У той час як оригінальні облікові записи Єдиного платіжного інтерфейсу Індії були pmcares@sbi та pmcares@iob, поліція Делі затримала особу за створення облікового запису платіжного інтерфейсу, утвореного видаленням «s» під назвою pmcare@sbi, який був призначений для шахрайства.П рес-бюро Індії опублікувало роз'яснення в Twitter, підтверджуючи інформацію про пожертви, щоб гарантувати, що кошти не були пожертвувані на шахрайські рахунки.
26 квітня 2020 року поліція в Наві-Мумбаї зареєструвала кримінальну справу після того, як особа надала кошти через «PhonePe» після дзвінка з проханням пожертвувати у «PM CARES Fund». Дзвінок був імовірно шахрайським.

## Судові процеси щодо фонду

### Прозорість і підзвітність
У серпні 2020 року Верховний суд Індії відхилив петицію, подану некомерційною організацією «Centre for Public Interest Litigation», яка вимагала переказу коштів від "PM CARES Fund"PM CARES до Національного фонду реагування на стихійні лиха, і відмовився видавати накази, що фонд повинен бути перевірений контролером і генеральним аудитором Індії. Верховний суд постановив, що уряд Індії мав право здійснювати перекази між двома фондами на свій розсуд. Верховний суд також відхилив відповідне клопотання, яке закликало суд наказати уряду Індії розробити новий національний план ліквідації наслідків лиха для подолання епідемії COVID-19 в Індії, визнавши існуючі плани ліквідації наслідків лиха достатніми. Петиція щодо перегляду цього наказу очікувала на розгляд станом на жовтень 2020 року.
У квітні 2020 року Верховний суд Індії відхилив позов Манохара Лала Шарми про порушення громадських інтересів щодо сумніву в законності заснування «PM CARES Fund» для боротьби з COVID-19, назвавши петицію «невірною».
Низка петицій щодо відсутності прозорості та підзвітності фонду розглядалися у високих судах Індії. 14 травня 2020 року Високий суд Бомбея звернувся до уряду Індії з проханням надати відповідь на петицію, яка вимагала оголосити суму коштів, отриманих «PM CARES Fund», і закликала уряд опублікувати інформацію про отримані та витрачені кошти на сайті фонду. 3 червня 2020 року суд Нагпура Високого суду Бомбею надіслав уряду Індії повідомлення в петиції, в якій вимагалося отримати інформацію про суми, зібрані на даний момент у фонд для боротьби з епідемією COVID-19, і про процеси його аудиту, але пізніше суд відкликав цю петицію. 4 червня 2020 року Вищий суд Делі заслухав петицію громадських інтересів, подану з метою забезпечити прозорість «PM CARES Fund» шляхом застосування до нього Закону про право на інформацію 2005 року. 10 червня 2020 року Вищий суд Делі розглянув петицію, подану Сам'яком Ґанґвалом, який оскаржив розпорядження офісу прем'єр-міністра про відмову розкривати інформацію про заснування та управління фондом відповідно до Закону про право на інформацію 2005 року, розгляд справи триває.
22 травня 2020 року адвокат із Бенгалуру Правін Кумар подав кримінальну скаргу проти Соні Ганді та інших лідерів опозиції після того, як вони опублікували твіти з критикою фонду за прозорість і підзвітність. Кримінальну скаргу було зареєстровано відповідно до положень Кримінального кодексу Індії, включаючи розділ 153 (щодо провокацій з наміром спричинити заворушення) та розділ 505(1)(b) (щодо наміру викликати страх чи тривогу у громадськості).

### Протести проти обов'язкових пожертв
17 червня 2020 року Високий суд Делі відхилив апеляцію професора Делійського університету, який оскаржував обов'язкове відрахування з його зарплати до «PM CARES Fund», назвавши позивача «кам'яним серцем». Заявник стверджував, що університет повинен був отримати згоду своїх працівників, перш ніж робити відрахування.
У жовтні 2020 року Апеляційний трибунал з питань електроенергетики змінив одне зі своїх власних розпоряджень, вимагаючи сплати штрафу до «PM CARES Fund», і дозволив натомість сплатити штраф до Національного фонду боротьби з катастрофами. Позивачі у цій справі стверджували, що оскільки сам уряд Індії заявив, що «PM CARES Fund» не є державним фондом з метою прозорості, і відмовився дозволити його перевірити контролеру та генеральному аудитору, вони не могли вважати обов'язковим пожертви до цього фонду. Трибунал прийняв цей аргумент.

## У популярній культурі
У вересні 2020 року анонімний користувач веб-сайту агрегації соціальних новин Reddit придбав доменне ім'я «pmcares.fund» і створив сатиричну браузерну гру. На сторінці відображається браузерна гра, у якій фігура, яка представляє прем'єр-міністра Нарендру Моді, долає кілька перешкод, зокрема судову систему, медіа та економіку, а також повідомлення про помилку про те, що деталі фонду «PM CARES Fund» недоступні через відсутність інформації з боку уряду. Веб-сайт привернув широку увагу в кількох соціальних мережах, включаючи Twitter і Facebook.